# NGC 973
NGC 973 é uma galáxia espiral (Sb) localizada na direcção da constelação de Triangulum. Possui uma declinação de +32° 30' 20" e uma ascensão recta de 2 horas, 34 minutos e 20,1 segundos.
A galáxia NGC 973 foi descoberta em 30 de Outubro de 1885 por Lewis A. Swift.